# عومر بارلیف
عومر بارلیف (انگلیسی: Omer Bar-Lev؛ زادهٔ ۲ اکتبر ۱۹۵۳) یا عومر بار-لو سیاست‌مدار اهل اسرائیل است که در فاصله سال‌های ۲۰۲۱ تا ۲۰۲۲ به عنوان وزیر امنیت ملی اسرائیل فعالیت می‌کرد. او از ۲۰۱۳ تا ۲۰۲۱ عضو کنست از حزب کارگر اسرائیل بود. 
وی در انتخابات قانونگذاری اسرائیل در سال ۲۰۱۳ در جایگاه هفتم فهرست حزب قرار گرفت و به عنوان نماینده حزب در امور صلح و دفاع فعالیت می‌کند. بارلیف یک افسر ذخیره ارتش اسرائیل با درجه سرهنگی (آلوف میشن) است که بین سال‌های ۱۹۸۴ تا ۱۹۸۷ فرمانده واحد کماندویی نخبگان سایرت متکل بود. وی فرزند حاییم بارلیف، هشتمین رئیس ستاد کل نیروهای مسلح اسرائیل است.